# 博爾松山
27°12′51″S 66°5′39″W / 27.21417°S 66.09417°W
博爾松山（西班牙語：Cerro del Bolsón），是阿根廷的山峰，位於該國北部圖庫曼省，處於奧霍斯-德爾薩拉多山以東200公里，屬於阿康基哈山脈的一部分，海拔高度5,552米。